# Ullervads församling
Ullervads församling är en församling i Vadsbo kontrakt i Skara stift. Församlingen ligger i Mariestads kommun i Västra Götalands län och ingår i Lugnås-Ullervads pastorat.

## Administrativ historik
Församlingen har medeltida ursprung. 
Församlingen var till 1623 moderförsamling i pastorat som förutom denna församling omfattade: till 1504 Utby församling, till 1584  Leksbergs församling och från 1504 Eks församling. Från 1623 till 1874 annexförsamling i pastoratet Mariestad, Ullervad och Ek som mellan 1687 och 1724 även omfattade Leksbergs församling. Från 1874 till 2009 moderförsamling i pastoratet Ullervad och Ek som även omfattade: från 1 maj 1924 Ekby församling och Utby församling och från 1962 Tidavads församling, Odensåkers församling och Låstads församling. Församlingen införlivade 2009 Utby församling, Ekby församling, Tidavads församling, Odensåkers församling, Låstads församling och Eks församling och utgjorde därefter till 2010 ett eget pastorat för att från 2010 ingå i Lugnås-Ullervads pastorat som förutom denna församling omfattar Lugnås församling.

## Kyrkor
- Ekby kyrka
- Eks kyrka
- Låstads kyrka
- Odensåkers kyrka
- Tidavads kyrka
- Ullervads kyrka
- Utby kyrka